# Cimera intercoreana de maig de 2018
La cimera intercoreana de maig de 2018 va ser la segona cimera intercoreana de 2018. El 26 de maig, el president de Corea del Nord Kim Jong-un i el president de Corea del Sud Moon Jae-in es van reunir de nou a l'Àrea de Seguretat Conjunta, aquesta vegada al costat nord-coreà a la Casa de la Pau en el Pavelló d'Unificació. La reunió va durar dues hores, i a diferència d'altres cimeres, no s'havia anunciat públicament abans.
Les fotos publicades per l'oficina presidencial de Corea del Sud van mostrar que Moon arribava al costat nord del poble de la treva de Panmunjeom i encaixant la mà de la germana de Kim, Kim Yo-jong, abans d'asseure's amb Kim per a la seva cimera. Moon va ser acompanyat per Suh Hoon, director del Servei Nacional d'Intel·ligència de Corea del Sud, mentre que Kim es va unir a Kim Yong-chol, un antic cap d'intel·ligència militar que ara és vicepresident del comitè central del partit governant de Corea del Nord encarregat de les relacions intercoreanes. La reunió es va centrar en gran part al voltant del líder nord-coreà Kim Jong-un en la propera cimera amb el president dels Estats Units Donald Trump i, en menor mesura, continuar avançant en les converses de desnuclearització. Kim i Moon també es van abraçar abans que Moon tornés a Corea del Sud.
El 27 de maig, Moon va declarar en un discurs públic que ell i Kim van acordar reunir-se de nou a "qualsevol moment i qualsevol lloc" sense cap formalitat i que el líder nord-coreà es va comprometre una vegada més a desnuclearitzar la península de Corea d'acord amb la Declaració de Panmunjeom.
El 13 d'agost, es va anunciar que una tercera cimera intercoreana de 2018 se celebraria a Pyongyang, la capital de Corea del Nord, al setembre. El president sud-coreà Moon va enviar una delegació especial a la cimera, que va durar tres dies entre el 18 i 20 de setembre.